# 프리드리히 7세, 토겐부르크의 백작

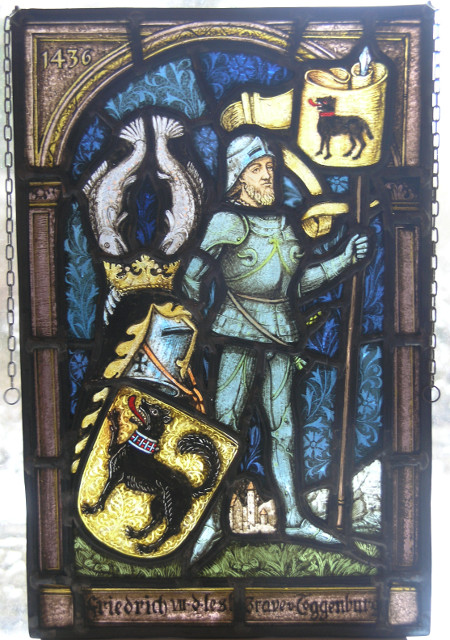
토겐부르크 백작, 스테인드 글라스

프리드리히 7세, 토겐부르크 백작(1370년경 – 1436년 4월 30일)은 현재 스위스가 된 곳을 통치한 토겐부르크 백작가의 마지막 백작이었다. 상속인도 유언장도 없는 그의 갑작스런 죽음은 구취리히 전쟁으로 이어졌다.

## 개요

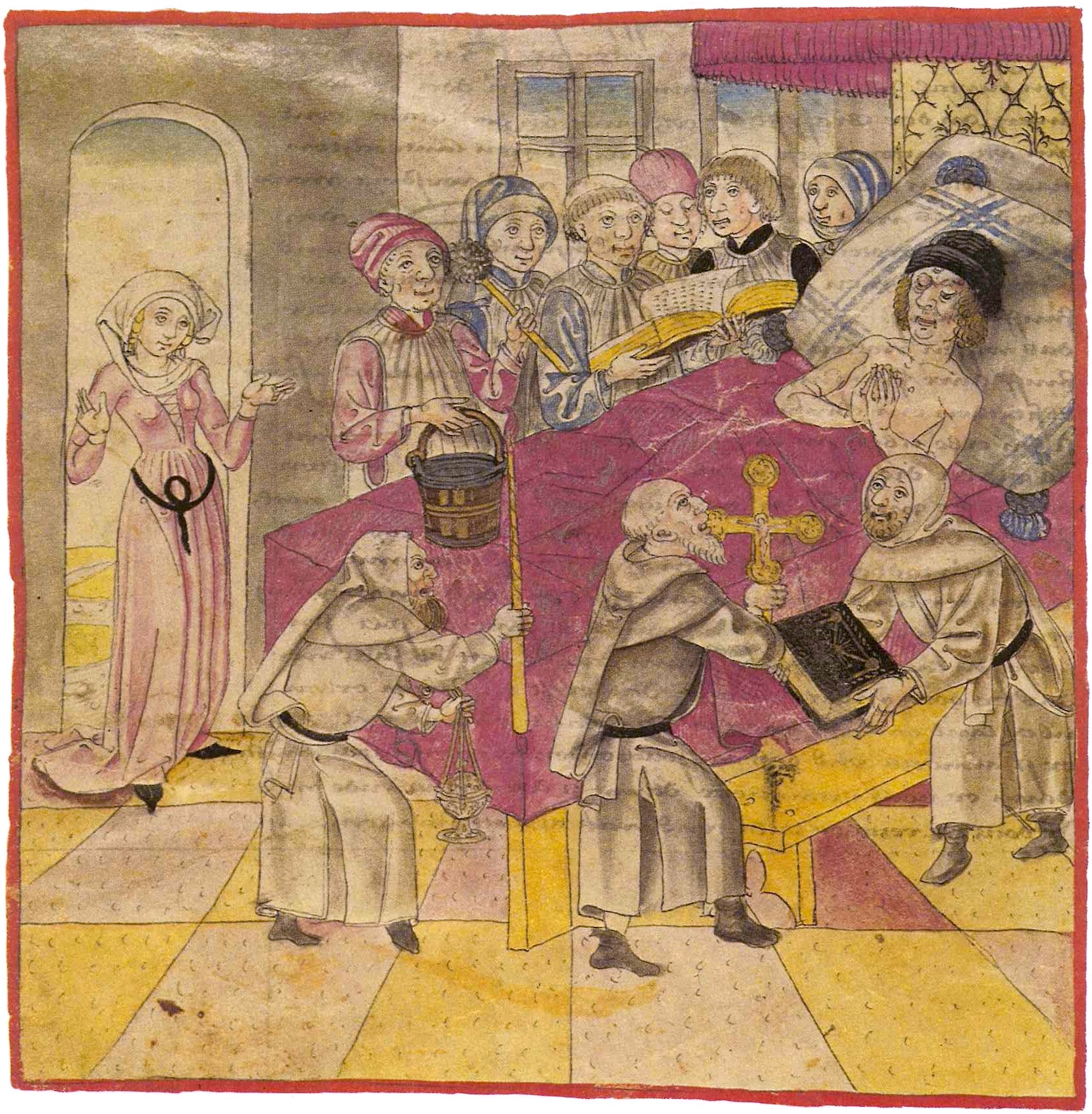
펠트키르히의 프레드리히 7세의 죽음, 1436년

스위스 그라우뷘덴주의 프레티가우/다보스 지역에 있는 그뤼시 근처의 솔라버스성에서 태어난 그는 디트헬름과 카타리나 폰 베르덴베르크 –하일리겐베르크의 아들이었다. 1387년 이후 그는 가문의 후계자 가문의 수장이었다. 1391년에 그는 엘리자베스 폰 마치와 결혼했다.
그는 영지의 일상적인 작전에 느슨하게 관여했을 뿐이지만, 군사 문제에는 엄격히 관여했다. 그는 그 지역에서 매우 성공적인 군사 지도자들로 이루어진 소규모 그룹의 일원이었다. 1406년까지 그는 자르간스, 빈데크, 프로이덴베르크 및 니트베르크의 도시에 대한 권리를 받은 오스트리아인을 위한 콘도티에로였다. 그런 다음 그는 자신의 옛 재산과 새 자산을 보호하기 위해 적들과 평화조약을 맺었다.
1407년 1월 21일, 브레튼고우와 타파스의 지배자 프리드리히 폰 토겐부르크는 자신과 (뤼티 교회에) 묻혔고 그가 또한 묻힐 것으로 예상되는 그의 조상의 구원에 기부했다. 그는 프리드리히와 기사 헤르만 폰 란덴베르크, 우스트라의 요한스 폰 본슈테텐 및 헤르만 폰 더 호히헨란덴베르크에 의해 뤼티 수도원에 봉인되었다.
1417년에 그는 펠트키르히시에 대한 권리를 얻었고, 1424년에는 라인네크와 알트슈테텐을 추가했다. 1428년, 아펜첼 전쟁이 끝날 무렵 성공적인 아펜첼 침공에 이어, 그는 라이넥에서 몬타폰까지, 자르간스의 베르덴부르크 카운티에서 취리히 호수 상류까지 거의 모든 오스트리아 영토를 획득했다.
그에게는 적어도 한 명의 사생아인 요하네스가 있었지만, 1436년 4월 30일 상속인이나 유언장없이 사망했고, 각각 뤼티 교회에 묻혔다. 라론, 몬트포르트-테트낭, 삭스-미속스, 브란디스 및 아르부르크의 영주는 모두 토겐부르크 땅에 대한 소유권을 가지고 있었다. 취리히주가 토겐부르크 영토의 권리를 주장했고, 슈비츠주와 글라루스주가 뒤이어 권리를 주장하자 구취리히 전쟁이 발발했다.